# Arián Andó
Arián Andó (* 29. Januar 1999 in Pásztó) ist ein ungarischer Handballspieler.

## Karriere

### Im Verein
Arián Andó spielte ab 2015 für den ungarischen Verein Balatonfüredi KSE. Im Sommer 2025 wechselte er zum Ligakonkurrenten Tatabánya KC.

### In Auswahlmannschaften
Mit der ungarischen Juniorennationalmannschaft belegte er den 11. Platz bei der U20-Europameisterschaft 2018.
Er stand im erweiterten Kader der A-Nationalmannschaft für die Europameisterschaften 2020 und 2022 sowie die Weltmeisterschaft 2021, wurde aber bei keinem der drei Turniere in den engeren Kader berufen. 2023 gab er sein Debüt für die Nationalmannschaft gegen die Schweiz. Für die Europameisterschaft 2024 stand er erneut im erweiterten Kader und wurde für die letzten zwei Spiele nachnominiert. Mit der Mannschaft belegte er den 5. Platz.